# جبل بير (الحيمة الخارجية)

تعديل مصدري - تعديل

جبل بير هي إحدى قرى عزلة المخلاف بمديرية الحيمة الخارجية التابعة لمحافظة صنعاء، بلغ تعداد سكانها 189 نسمة حسب تعداد اليمن لعام 2004.